# Women And Wives
«Women And Wives» es una canción de Paul McCartney publicada en el álbum McCartney III. 
La canción fue escrita en Los Ángeles después de haber leído la biografía del cantante Leadbelly, de quien trata de evocar un tono barítono cercano al blues.

## Versión en vivo
McCartney interpretó "Women And Wives" por primera vez en el concierto de apertura de la gira Got Back el 28 de abril de 2022 en Spokane.

## Personal
- Paul McCartney - todos los instrumentos y voz